# Mu Ngiki
Mu Ngiki eller Bellona er en lille ø, der ligger nord for Australien i en stor øgruppe kaldet Salomonøerne.

## Bellonas dannelse
For mange tusinde år siden var der en vulkan, formentlig under vandet.
Vulkanen voksede sig næsten helt op til vandets overflade så den fik sollys.
Da der så kom sol på vulkanen, begyndte der at vokse koraler på den, og der blev dannet en atol med en lagune i midten.
Et stykke tid efter kom istiden og så frøs en stor del af jordens vand til is. Da det tøede igen, var vulkanen kommet meget længere op, og der kom en masse fugle til.
De bosatte sig der, og deres tilstedeværelse medførte en ophobning af guano inde midt på øen, hvor den ikke kan komme væk, fordi den gamle lagune er blevet til en slags skål med det gamle koralrev uden om. Koralrevet er blevet til klippe af kalksten (CaCO3).
Med tiden bliver guanoen til jord med mange oolitter. 
Med tidevandet kommer der en kokosnød forbi og slår rod i guanaen, og på den måde kommer der vegetation.
Det kan også være, at en af fuglene medbringer plantefrø, som vokser i guanoen.
Efterhånden bliver øen bevokset med skov over det hele.

## Transportmuligheder for Bellona
Solomon Airlines har en flyverute til Bellona to gange om ugen, mandag og torsdag.
Med flyene er det oftest personer som kommer med, men da der kun kommer en båd en gang om ugen, så kan det godt være nødvendigt for Bellonas befolkning, at der kommer forsyninger mere end en gang om ugen, så der kommer også dagligvare med flyverne.
Solomon Airlines flyver med de så kaldte Twin Oddere ud til Mu Ngiki. Der er siddepladser til 17 personer i en Twin Odder og rum til baggage m.m. for og bag i flyet, der samlet kan tage 500 kg passagerer med.

## Transport på Bellona
Bellona har en bil som kan lejes, hvis folk skal have noget transporteret.
Størstedelen på Bellona går rundt, mens andre har cykler, som de kører på.

## Kommunikation
Der er tre måder at komme i kontakt med Bellona:
- Email: Email foregår via Pepole first email network. En bærbar som bliver opladet via et solpanel, er forbundet med en radio og en maskine, som gør det muligt at omdanne teksten som man skriver til radiobølger. Radiobølgerne bliver modtaget i Honiara (Hovedstaden), hvor de bliver sendt videre via internettet. Det koster 2 $ at sende en email, og det er gratis at modtage emails. Tjenesten er også lavet sådan, at man kan modtage verdens nyheder for et ca. 5 $.
- Brev: Breve bliver transporteret via fly eller båd.
- Radio: ca. 10-20 % af Bellonas befolkning har en radio selv, hvor de snakker med hinanden og venner og familie i Honiara.

## Vand
Vand på Bellona drikkes af vandbeholderne, som de hver især har investeret i.
Vandet kommer fra tagrenderne, hvorefter det løber ned i beholderen gennem et filter.
Hvis det ikke regner i et stykke tid, og beholderene bliver tømt, køber Belloneserne vand, som de får transporteret med fly eller båd.

## Mad
Det meste mad som der bliver spist på Mu Ngiki er nudler, ris og frugt og grøn som de selv planter.
11°18′S 159°48′Ø / 11.3°S 159.8°Ø